# Standlake
Standlake – wieś w Anglii, w hrabstwie Oxfordshire, w dystrykcie West Oxfordshire. Leży 13 km na zachód od Oksfordu i 94 km na zachód od Londynu. W 2011 miejscowość liczyła 1497 mieszkańców.